# Szaúd-Arábia világörökségi helyszínei
Szaúd-Arábia területéről eddig nyolc helyszín került fel a világörökségi listára, tizennégy helyszín a javaslati listán várakozik a felvételre. 
| | Madáin Szálih |
| 2008 |               |
| Kulturális (II)(III) |               |
| Védett terület: 1621,2 ha, puffer zóna: 1659,34 ha, hivatkozás: 1293 |               |
| Al-Hidzsr sziklavárosa a jordániai Petrával együtt a nabateus civilizáció egyik legjobb állapotban fennmaradt emléke. A korábban Hegra néven ismert régészeti lelőhelyen összesen 111 sírhely található, köztük 94-nek díszített homlokzata van. A helyszín különböző civilizációk találkozási pontjánál fekszik, A Földközi-tenger vidékét Ázsiával és Arábiával összekötő kereskedelmi útvonal mentén Madáin Szálih mellett. Az ókor végén még forgalmas karavánutat később egy ideig nem használták, majd a Mekkába igyekvő zarándokoknak köszönhetően újra fontossá vált. A monumentális síremlékek egy részén a petraiaktól eltérően feliratok is vannak, amelyek fontos kordokumentumok az itt élők mindennapjairól. A várostól északra egy szokatlan formájú sziklaalakzaton egy szentély található amelynek falát rajzokkal és feliratokkal díszítették. Az itt élő nabateusok vízgyűjtőket is kialakítottak, ezek egy részét jelenleg is használják. Értettek a mezőgazdasági célú vízfelhasználáshoz is, komoly mérnöki teljesítménnyel öntözőrendszereket alakítottak ki, ennek köszönhetően sivatagos területeket vonhattak művelés alá. |               |

| | At-Turaif kerület Rijád Dirijja városrészében |
| 2010 |                                               |
| Kulturális (IV)(V)(VI) |                                               |
| Védett terület: 28,78 ha, puffer zóna: 237,95 ha, hivatkozás: 1329 |                                               |
| Turajf a 15. században Ad Dir’ijah oázisában alapított település jelenleg a főváros Rijád északnyugati elővárosához tartozik. A városrész épületei egy ék alakú sziklakiszögellésen fekszenek a Hanifa-vádi nyugati oldalán. A Szaúd-dinasztia által alapított város a 18. és a 19. század elején az uralkodók hatalmi központja volt, majd 1818-ban a törökökkel vívott háború során lerombolták. A helyszínhez számos palota és a teljes városrész maradványai tartoznak. Vályogtéglából készült épületei igazodnak a sivatagi klímához és az Arab-félsziget középső részére jellemző építészeti stílusjegyeket őrzik. Legfontosabb épületei közé tartozik a négy emelet magas Szalva-palota a 19. század elejéről, amit az első Szaúdi-dinasztia egyik legjelentősebb épületének tartanak. A város védelmére erődrendszert építettek ki, fellegvára a muszlim vallást megreformáló vahhábita mozgalom első központja volt. A régészeti területen számos épületet felújítottak, többek között a Szaad Szaúd-palotát, a hozzátartozó vendégházat és a fürdőházat, az erőd renoválása a közelmúltban fejeződött be. |                                               |

| | Dzsidda történelmi része |
| 2014 |                          |
| Kulturális (II)(IV)(VI) |                          |
| Védett terület: 17,92 ha, puffer zóna: 113,58 ha, hivatkozás: 1361 |                          |
| Dzsidda fontos kereskedelmi csomópont volt a 16. és a 20. század eleje között a Vörös-tenger és az Indiai-óceán közötti térségben, ezen kívül szorosan kötődik az évenkénti mekkai zarándoklathoz, aminek eredményeképp kozmopolita muszlim lakossága ázsiai, európai és afrikai eredetű. Mindig is fontos kikötője volt a Mekkába igyekvő tengeren érkező muszlimoknak, jelentős piacot biztosítva árucikkeiknek amiket magukkal hoztak. Így nagy mennyiségű egzotikus áruval kereskedtek köztük Jáváról és Indiából származó fűszerekkel és élelmiszerekkel is. A városképet ennek a kereskedő elitnek a megrendelésére épített toronyházak határozzák meg, a legtöbb ma is látható ilyen ház a 19. században épült. Napjainkra Dzsidda városközpontja maradt az utolsó megmaradt tanúja ennek az építészeti stílusnak, ahol a különálló, faszerkezetű toronyházakat kívülről falfestéssel díszítették, további díszítésükhöz értékes faanyagot használtak fel és speciális technikákat alkalmaztak a levegő keringetésére. A toronyházaknak nincs udvara, a földszinten irodát rendeztek be és kereskedelmi tevékenységet folytattak, a tetőkön a zarándokoknak biztosítottak szállást. Az épületeken nem végeztek nagyobb módosításokat és a városközpont mecsetei is használatban maradtak. |                          |

| | Sziklarajzok a Hail régióban |
| 2015 |                              |
| Kulturális (I)(III) |                              |
| Védett terület: 2043,8 ha, puffer zóna: 3609,5 ha, hivatkozás: 1472 |                              |
| A helyszín két részből áll, az egyik 90 kilométerre északnyugatra fekszik Hail városától , a másik körülbelül 250 kilométerre déli irányba. Mindkét lelőhelyen nagy számban találhatók sziklarajzok és bevésett feliratok, amik Szaúd-Arábia és régió legnagyobb jelentőségű sziklába vésett történelem előtti emlékei. A rajzok keletkezése idején a terület sokkal csapadékosabb volt mint napjainkban, és emberi megtelepedés nyomai tízezer éven keresztül kimutathatók folyóvizek völgyeiben. A rajzok ennek a tízezer évnek a történetét dokumentálják. A térség elsivatagosodása új kihívások elé állította az itt élőket, amelyek az ábrákon is részletesen nyomon követhetők. A képeket egyszerű kőkalapács segítségével vésték a sziklákba. A rajzok megfelelően dokumentáltak és túlnyomó többségük jó állapotban maradt fenn. A rajzokon kívül jelentősek még a helyszínek közelében feltárt régészeti lelőhelyek is. A helyszínek védelme érdekében puffer zónát hoztak létre, a rajzok környékét elkerítették, így próbálják megóvni a vandalizmustól, és további veszélyt jelenthet rájuk a megnövekedett turizmus is. |                              |

| | Al-Ahsza oázis |
| 2018 |                |
| Kulturális (III)(IV)(V) |                |
| Védett terület: 8544 ha, puffer zóna: 21 556 ha, hivatkozás: 1563 |                |
| Az Arab-félsziget keleti részén fekvő Al-Ahsza oázis a világ legnagyobb oázisa. Területén körülbelül 2,5 millió datolyapálma él. A világörökségi helyszín sok elemből áll, kertek, csatornák, források, kutak, tartoznak hozzá, ezen kívül építészeti emlékek is, köztük történelmi épületek és régészeti helyszínek. Ezek együttese bizonyíték az emberi jelenlétre az Öböl térségében a neolitikumtól napjainkig. Az építészeti öröksége történelmi erődök maradványaiból, mecsetekből, kutakból, csatornákból, és más vízgazdálkodási elemekből tevődik össze. Az Al-Ahsza oázis egy egyedülálló kultúrtáj, ezzel egy időben az emberi aktivitás és a természeti környezet egymás melletti harmonikus létezésének egy példája. |                |

| | Hima kultúrtáj |
| 2021 |                |
| Kulturális (III) |                |
| Védett terület: 242,17 ha, puffer zóna: 31 758 ha, hivatkozás: 1619 |                |
| A Szaúd-Arábia délkeleti részén száraz, hegyvidéki környezetben található Hima kultúrtáj az Arab-félsziget egyik ősi karavánútja mellett fekszik. Hétezer évnyi kultúrájáról sziklarajzok jelentős csoportja tanúskodik, ezek vadászatot, a helyi növény- és állatvilágot ábrázolják, valamint jeleneteket az itt lakók életéből. Utazók és itt táborozó katonák feliratok és sziklavésetek tömegeit hagyták maguk után egészen a 20. századig, ezek jelentős része eredeti állapotában őrződött meg. A feliratok különböző írásmódokkal készültek, többek között ódélarab írással, valamint arámi, görög és arab írással is. Maga a helyszín és puffer zónája is gazdag feltáratlan régészeti helyszínekben, vannak köztük kőhalmok, kőből készült építészeti struktúrák, temetkezési helyek, ősi kutak és szétszórt kőszerszámokat rejtő területek. Ez a helyszín az eddig ismert legrégebbi vámszedőhely egy fontos karavánútvonalon, ezen kívül kútjairól is nevezetes amelyek legalább háromezer évesek és még mindig friss víz nyerhető ki belőlük. |                |

| | Uruk Bani Maárid |
| 2023 |                  |
| Természeti (VII)(IX) |                  |
| Védett terület: ha, puffer zóna: ha, hivatkozás: 1699 |                  |
| Uruk Bani Maárid védett területe a Föld legnagyobb összefüggő homoksivataga a Rab-el-Háli nyugati szélén található. A különlegesen száraz térség a világ egyik leglátványosabb sivatagi tája, ami a Rab-el-Háli többi részéhez képest változatosabb élővilágnak ad otthont. Óriási méretű homokdűne-rendszere egy feldarabolódott mészkőfennsíkon helyezkedik el. Harmincöt hullámos homokdűnéje eléri a 200 kilométeres hosszúságot és a 170 méteres magasságot, a hullámok nagysága 2,5 és 4,5 kilométer között változik. Természetes élőhelyei kulcsfontosságú, globális jelentőségű növény- és állatfajok, beleértve a sikeresen visszatelepített fajok túlélését biztosítja. Ezek közé tartozik az arab bejza, ami egy sikeres visszatelepítési program keretében él a területen, valamint az arábiai golyvás gazella és az arab gazella. A helyszínen egy ép ökoszisztéma részeiként eddig 526 növény és állatfajt azonosítottak, a 118 növényfaj közül számos faj endemikus. |                  |

| | Al-Faw régészeti helyszíne |
| 2024 |                            |
| Kulturális (II)(V) |                            |
| Védett terület: 4,84 ha, puffer zóna: 27,54 ha, hivatkozás: 1712 |                            |
| A hosszú ideig lakott, az Arab-félsziget ősi kereskedelmi útvonalainak egyik csomópontján stratégiailag fontos helyen fekvő helyszín az i. sz. 5. században váratlanul elnéptelenedett. A feltárások során közel tizenkétezer régészeti objektumot tártak fel a történelem előtti és a késői preiszlám kor közötti időszakból. A leletek három egymást követő populáció megtelepedését és alkalmazkodásukat bizonyítják a változó környezethez. A legfontosabb emlékek közé tartoznak a paleolitikum és a neolitikum idejéből való eszközök, későbbi mesterséges üregek és kör alaprajzú struktúrák, sziklavésetek, halomsíros temetkezések a közeli völgyben, erődök, karavánszerájok, az oázis és ősi vízgazdálkodási rendszere, valamint Al-Faw település maradványai. |                            |